# Christoph Hermann von Manstein
Christoph Hermann von Manstein (1. září 1711, Petrohrad – 27. června 1757, Velemín) byl pruský generál. Jeho otcem byl generálporučík ruské armády Sebastian Ernst von Manstein (1678–1747). Matkou Dorothea von Ditmar.

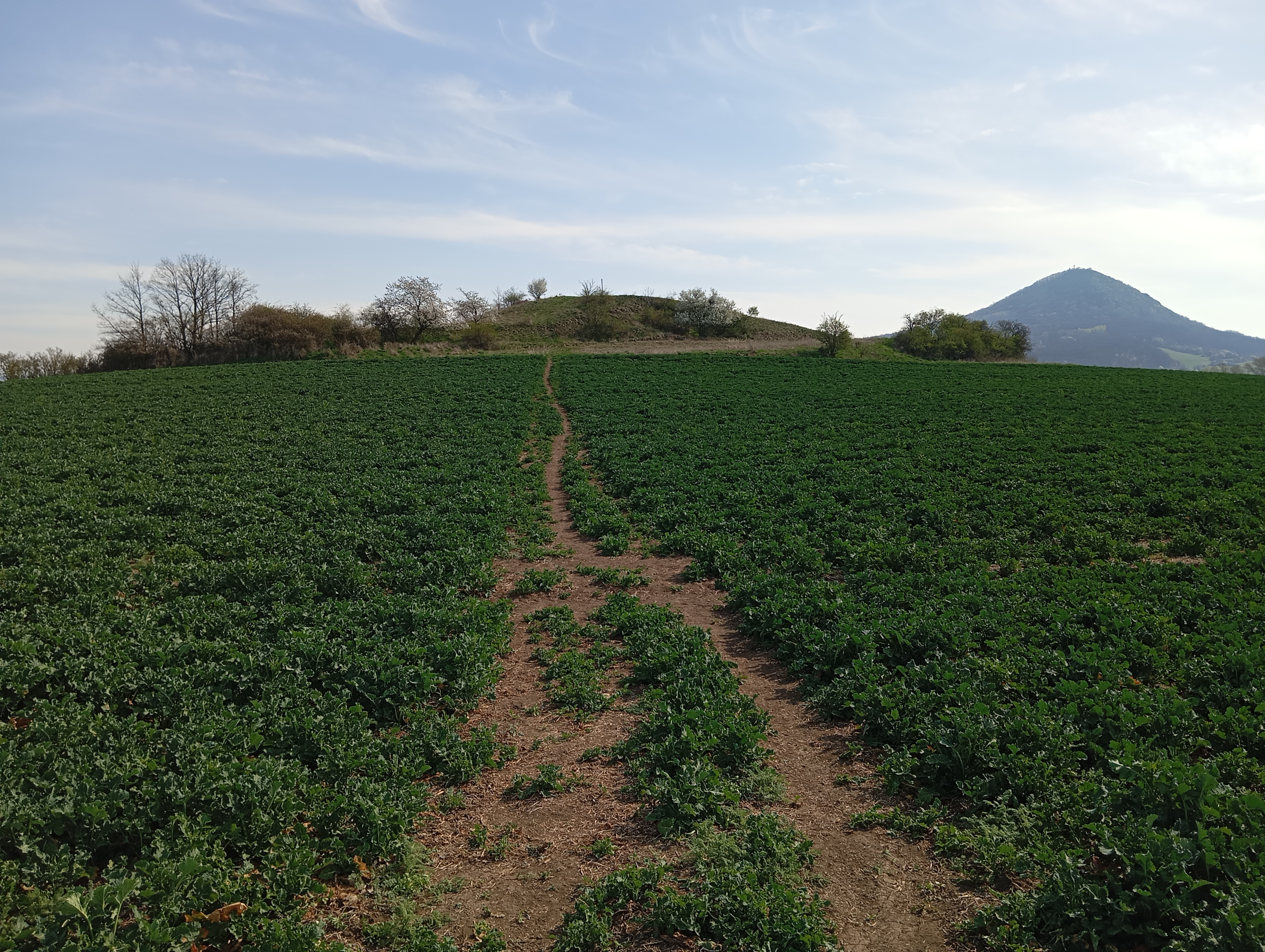
Mannsteinův kámen, v pozadí Lovoš

V sedmileté válce bojoval v bitvě u Štěrbohol a v bitvě u Kolína, kde utrpěl zranění paže. Spolu se sto muži doprovodu odjížděl na léčení do Drážďan, když se nedaleko Velemína střetl s přesilou zhruba osmi set chorvatských jezdců a pandurů. U pahorku, který se od těch dob nazývá Mansteinův kámen, byla kruhová obrana prolomena a Manstein zabit.